# 101 вопрос взрослому
«101 вопрос взрослому» — молодёжное ток-шоу, с 2006 по 2013 год выходившее на московском канале «ТВ Центр» (ранее — «ТВЦ») и его международной версии «TVCI» под названием «Сто вопросов к взрослому» (в печатных программах передач — «Сто вопросов взрослому»). С 2020 по 2021 год выходило на «Первом канале».
На «ТВ Центре» программа выходила по субботам с 12:50 до 13:40 по московскому времени. Ранее также выходила по понедельникам.
Победитель «ТЭФИ-2007» в номинации «Программа для детей», опередила передачи «Переполох» ОТРК «Югра» и «Без репетиций» студии «Класс!».
В 2020 году концепцией передачи заинтересовался «Первый канал». Изначально съёмки первых выпусков должны были пройти в марте, но вследствие пандемии COVID-19 были отложены на начало июля. Премьера состоялась 5 сентября 2020 года. С сентября по декабрь 2020 года программа выходила в эфир по субботам в 10:15. Начиная с февраля 2021 года и вплоть до закрытия программа стала выходить в 00:15 по вторникам (иногда по средам). Последний выпуск вышел в эфир 31 марта 2021 года.

## Содержание передачи
Героя программы выбирают сами ребята. Для этого проводится опрос среди школьников. В результате становится ясно, кто из взрослых им интересен.
В студии будет обсуждаться не та или иная тема, а главный герой, которому предстоит, по словам одного из них, „зайти в клетку со львами“. Перед тинейджерами стоит нелегкая задача. Им предстоит заставить человека известного, порой облеченного властью, раскрыться перед телезрителями. А заодно и продемонстрировать собственное коллективное „я“. Кто из ребят может стать участником этого ток-шоу? На запись приглашаются авторы самых интересных вопросов к будущему герою.
Суть передачи в том, что вопросы задают молодые люди до 18 лет. Задумка такова, что гость должен ответить на 100 вопросов, однако обычно их не более сорока. В конце передачи показывают счётчик вопросов. Гость имеет право три раза отказаться отвечать на вопрос. Во время записи некоторым персонажам задавали и по 70-80 вопросов, но хронометраж передачи не позволяет оставлять больше 30-50.

## Критика
Телевизионный обозреватель Сергей Беднов в одной из своих статей утверждал:

В студию приходят именитые гости, и подростки задают им вопросы. Всякие. Про политику и хобби, про войну и мир, про жену и зарплату. Иногда очень острые вопросы. Не в бровь, что называется, а в глаз. Детской атаке уже подверглись Олег Табаков, Ирина Винер, Владимир Жириновский, Сергей Шойгу, Михаил Горбачёв, Геннадий Зюганов… Но, положа руку на сердце, скажите, разве это интересно именно детям? Или все же в первую очередь взрослым зрителям, которые не находят интересующие их ответы во время бесед вышеперечисленных звезд политики, искусства и спорта с политкорректными профессиональными телеведущими?

Телевизионный обозреватель Телемах Пандорин выразил подозрения в постановочном характере программы:

Не верите, что такие вопросы придумывают сами дети? Вот и я в этот раз не поверил. В общем-то можно догадаться, как было дело. Зная трудный характер (и помня некоторый бэк-граунд) уважаемого режиссера, телевизионщики основательно подготовились. Ведь коню понятно: спроси Меньшова о дальнейших творческих планах или еще какую банальность — он может осерчать и покинуть студию. Ну редакторы и поднатаскали детей. Кому охота рисковать съемкой?

Телевизионный обозреватель Д. Тёмин отозвался о проекте негативно:

Получился такой немудрёный концерт «Щас споём!», который, однако, был не в пользу компании Малкина-Прошутинской. Выяснилось, что задушевнее всего перед камерой могут спеть столичные ВИПы Лужков и Росляк (который, правда, назвал просьбу исполнить песню под случайно оказавшуюся в студию гитару провокацией). А званые в гости к специально отобранным подросткам такие звёзды, как Алсу, Валерия, поющий парикмахер Зверев, не всегда в тональность могут попасть, и без пресловутой «фанеры» их голоса просто не звучат. Тогда зачем их надо было приглашать к ребятам? Другим гостям пришлось танцевать с юным поколением (Волочкова, Горбачёв), петь дуэтом с отчаянно фальшивящими представителями того же поколения (Макаревич и Боярский) в стиле проекта «Две звезды», читать стихи Пушкина и Заболоцкого (Шойгу и Садовничий) <…> А из этого новогоднего действа молодое поколение запомнит, как мне кажется, только щедрость постаревшего д’Артаньяна в непременном шарфике родного питерского «Зенита», который взял да и подарил одному из участников программы свою гитару. Чтобы, наверное, помнили.

## Влияние
Популярность программы и доступность формата шоу породили целую волну мероприятий под тем же названием в различных населённых пунктах России: Касимове, Ленинском, Москве, Нижнекамске, Новосибирске, Норильске, Петрозаводске, Пятигорске, Томске, Торжке, Угличе, Уфе, Ярославле и других.
С 4 сентября 2019 по 14 мая 2020 года похожее по формату шоу — «Вопросы взрослому» — выходило на YouTube с Екатериной Варнавой в качестве режиссёра и ведущей.

## Международные версии
С 1 мая 2023 года программа «Сто вопросов взрослому» выходит на белорусском канале «Беларусь 1».